# ニューカッスル国際スポーツセンター
ニューカッスル国際スポーツセンター（英: Newcastle International Sports Centre）は、オーストラリア・ニューサウスウェールズ州ニューカッスルにあるスタジアムである。ネーミングライツにより、マクドナルド・ジョーンズ・スタジアム（McDonald Jones Stadium）とも呼ぶ。

## 概要
ナショナル・ラグビー・リーグのニューカッスル・ナイツ、およびサッカーAリーグのニューカッスル・ユナイテッド・ジェッツFCのホームスタジアムとなっている。

## 沿革
出典
スタジアムの建設は1967年の12月から始まり、1970年4月10日に竣工した。所有者はニューサウスウェールズ州政府。
1986年に、13人制ラグビーリーグのニューカッスル・ナイツ（Newcastle Knights）がこのスタジアムをホームとして使用することが決まり、それまで楕円形であったグラウンド形状が長方形へと改められた。
1990年代の初めごろに、マラソンタイヤ（Marathon Tyres）という地元のタイヤ販売会社がネーミングライツを取得したため、マラソン・スタジアム（Marathon Stadium）と呼ばれるようになった。
2001年にニューサウスウェールズ州の電力会社であるエナジーオーストラリア（EnergyAustralia）が新たにネーミングスポンサーとなり、以来エナジーオーストラリア・スタジアム（EnergyAustralia Stadium）の呼称が使用された。
1995年7月のラグビーリーグ「ニューカッスル・ナイツ対マンリー・ワリンガー・シーイーグルス戦」では、収容能力は28,000人のところ、32,642人もの観衆を集めた。事故hは起きなかったが、警察当局より安全面での問題を指摘されたため、収容能力は26,164人にまで引き下げらた。
2008年からの改修により、収容人数が33,000人に増えた。
2011年10月16日、ラグビーリーグのテストマッチ、オーストラリア対ニュージーランドにおいて観客数が32,890人となり、この会場での観客動員数史上最高記録となった。
2016年10月、ニューカッスルの地元企業であるマクドナルド・ジョーンズ・ホームズ（McDonald Jones Homes）がスタジアムの新しい命名権スポンサーに指名され、マクドナルド・ジョーンズ・スタジアム（McDonald Jones Stadium）となった。

## 改修
出典
このスタジアムは、今世紀に入ってから2度の改修工事をおこなっている。
1度目は2003年から2005年にかけてのものであり、ナショナル・ラグビー・リーグの示すスタジアム規格への適合化やスポンサー企業向けのボックスシートの拡充、さらに東側観戦スタンド(バックスタンドに相当する)の建設や映像装置の設置などからなった。
2度目は2008年からおこなわれており、2007年のニューサウスウェールズ州議会選挙に際して州政府首相(当時)が公約として掲げたものである。2008年1月、連邦政府が1千万オーストラリアドル、州政府が5千万オーストラリアドルを拠出して西側グランドスタンド(メインスタンドに相当)を改築することが決定された。この総額6千万オーストラリアドルのスタジアム拡張事業により、収容能力は33,000人となり、最終的に40000人以上にまで拡大することを目指すとなっている。